# Chilecryptus rhopalum
Chilecryptus rhopalum là một loài tò vò trong họ Ichneumonidae.